# Linum hologynum
Linum hologynum är en linväxtart som beskrevs av Heinrich Gottlieb Ludwig Reichenbach. Linum hologynum ingår i släktet linsläktet, och familjen linväxter. Inga underarter finns listade i Catalogue of Life.